# Mauerwerk (Zeitschrift)
Mauerwerk (Untertitel: European Journal of Masonry) ist die einzige Fachzeitschrift im Bereich Mauerwerksbau, die 1997 unter dem Titel das mauerwerk begründet wurde und im Verlag Ernst & Sohn erscheint. Seit 2015 veröffentlicht Mauerwerk zweisprachig in Deutsch und Englisch. Jährlich erscheinen in sechs Ausgaben ca. 40 Aufsätze und Berichte aus Forschung, Projekte, pränormativer Arbeit, europäischer Normung und technische Regelwerke sowie bauaufsichtliche Zulassungen und Neuentwicklungen. Von Januar 2009 bis August 2019 leitete Wolfram Jäger (TU Dresden) die Redaktion – ihm folgte  Dirk Jesse.

## Nachweise
1. 1 2  Franka Stürmer: Verabschiedung von Prof. Dr.-Ing. Wolfram Jäger, in: Mauerwerk. 23. Jg.  (2019), H. 4, S. 207–208.